# Wimpassing im Schwarzatale
Wimpassing im Schwarzatale – gmina targowa w Austrii, w kraju związkowym Dolna Austria, w powiecie Neunkirchen. Według Austriackiego Urzędu Statystycznego liczyła 1670 mieszkańców (1 stycznia 2014).